# Marisol Nichols
Marisol Nichols (Chicago (Illinois), 2 november 1973) is een Amerikaans actrice. Ze is van Mexicaanse afkomst. Haar grootste en bekendste rol is waarschijnlijk die van Audrey Griswold in de komische film Vegas Vacation. Verder speelde ze Bianca in een aflevering van Charmed. Verder heeft ze gespeeld in het zesde seizoen van 24, waarin ze de rol van Nadia Yassir vertolkte. Ook speelt ze in de serie Riverdale te zien op Netflix.
Nichols is lid van de Church of Scientology. Ze is in 2018 gescheiden van Taron Lexton met wie ze een dochter heeft.

## Filmografie (selectie)
- The Valet (2022) - Isabel
- Spiral: From the Book of Saw (2021) - Captain Angie Garza
- Criminal Minds (televisieserie, 2016) - FBI Agent Natalie Colfax
- Riverdale (televisieserie,2016-2020)- Hermione Lodge het is bekend dat haar karakter evenals Skeet Ullrich karakter F.P Jones in seizoen 5 de show zal gaan verlaten.
- Teen Wolf (televisieserie, 2015-2016, 5 afleveringen)
- NCIS (televisieserie, 2014-2015, 3 afleveringen) - ATF Special Agent Zoe Keats
- NCIS: Los Angeles (televisieserie, 2010, 1 aflevering) - Tracy Keller
- The Storm (2009)
- Life (televisieserie, 2008)
- Felon (2008)
- Struck (2008)
- Delta Farce (2007)
- 24 (televisieserie, 2007)
- In Justice (2006) - Sonya Quintano
- Big Momma's House 2 (2006) - Liliana Morales
- Blind Justice (2005) - Karen Bettancourt
- Homeland Security (2004)
- The Road Home (2003) - Stephanie
- Charmed (televisieserie, 2003) - Bianca
- Laud Weiner (2001)
- The Princess and the Marine (2001)
- Resurrection Blvd (2000)
- The Princess and the Barrio Boy (2000) - Sirena
- Bowfinger (1999)
- The Sex Monster (1999)
- Jane Austen's Mafia! (1998)
- Can't Hardly Wait (1998)
- Scream 2 (1997)
- Vegas Vacation (1997) - Audrey Griswold
- Friends 'Til the End (1997)
- My Guys (1996)

- Biblioteca Nacional de España: XX6322599
- International Standard Name Identifier: 0000 0000 5439 3752
- Library of Congress Control Number: nr2003011782
- Virtual International Authority File: 2411159
- WorldCat: E39PBJcBX8BmT3WTfvr7Yq8jYP